# Кінтанаортуньйо
Кінтанаортуньйо (ісп. Quintanaortuño) — муніципалітет в Іспанії, у складі автономної спільноти Кастилія-і-Леон, у провінції Бургос. Населення — 256 осіб (2010).
Муніципалітет розташований на відстані близько 230 км на північ від Мадрида, 11 км на північ від Бургоса.

## Демографія
Динаміка населення (INE ):